# International Federation of Sports Acrobatics
De International Federation of Sports Acrobatics (IFSA) was een internationale sportfederatie voor acrobatische gymnastiek.

## Historiek
De organisatie werd opgericht op 23 november 1973 te Moskou in de toenmalige Sovjet-Unie. De eerste voorzitter was de Bulgaar Stoil Sotirov en de eerste algemeen-secretaris Anatoli Ropov uit de Sovjet-Unie. Aanvankelijk waren er 12 nationale sportfederaties aangesloten. De eerste wereldkampioenschappen werden georganiseerd te Moskou van 12 tot 15 juni 1974.
In 1997 werd er een fusie-overeenkomst gesloten tussen de IFSA en de Fédération Internationale de Gymnastique (FIG). Deze fusie werd door de algemene raad van de FIG goedgekeurd op 24 mei 1998 in het Portugese Vilamoura en op 27 oktober 1998 in het Wit-Russische Minsk door het congres van de IFSA. Doordat er een verkeerde telling plaatsvond werd er in januari 1999 een nieuwe stemming georganiseerd. IFSA en FIG fusioneerde vervolgens in april 1999. Op dat moment telde de organisatie 54 aangesloten nationale federaties.

## Bestuur
Haar hele bestaan werd de organisatie bestuurd door de Bulgaarse voorzitter Stoil Sotirov. De hoofdzetel was gelegen te Sofia.